# فرانسه در المپیک تابستانی ۱۹۵۶
فرانسه در بازی‌های المپیک تابستانی ۱۹۵۶ که در شهر ملبورن استرالیا برگزار شد، کاروان فرانسه با ۱۳۷ ورزشکار در این رقابت‌ها شرکت کرد و موفق به کسب ۱۴ مدال (۴ طلا، ۴ نقره، ۶ برنز) شد. در جدول رتبه‌بندی توزیع مدال‌ها، فرانسه در ردهٔ ۱۱ مسابقات قرار گرفت.